# Тояга
Тояга (рум. Toiaga) — село у повіті Горж в Румунії. Входить до складу комуни Стойна.
Село розташоване на відстані 196 км на захід від Бухареста, 47 км на південний схід від Тиргу-Жіу, 42 км на північ від Крайови.

## Населення
За даними перепису населення 2002 року у селі проживали 300 осіб, усі — румуни. Усі жителі села рідною мовою назвали румунську.